# Варшава-Бабиці
Аеропорт Варшава-Бабиці (IATA: QEB, ICAO: EPBC) — цивільний і військовий аеропорт Варшави, що знаходиться районі Бемово. Один з чотирьох летовищ міста (після трьох основних: Варшава-Шопен, Варшава-Модлін та Варшава-Радом). Аеропорт не є міжнародним і в цивільних цілях використовується тільки для прийому важливих гостей.